# 川越市立城南中学校
川越市立城南中学校（かわごえしりつ じょうなんちゅうがっこう）は、埼玉県川越市にある公立中学校。

## 校歌
作詞：吉村比呂詩、作曲：松本民之助である。

## 部活動
運動部
- バスケ部（男・女）
- ソフトテニス部
- 女子バレー部
- 卓球部（男・女）
- 剣道部
- 柔道部
- 陸上部
- 野球部
- 水泳部
- サッカー部

文化部
- 吹奏楽部
- 美術部
- 家庭科部
- レクリエーション部

## 生徒会専門委員会
- 学級
- 生活安全
- 環境福祉
- 放送
- 給食
- 図書
- 体育
- 保健
- 選挙管理
- 生徒会